# Мало часу
Мало часу (англ. Small Time) — американська кримінальна комедія 1996 року.

## Сюжет
Бен невеликий гангстер, який отримує можливість заробити багато грошей. Бос посилає його на віддалене ранчо з сумкою, повною наркотиків і наказує йому чекати покупця. Але справа перетворюється на лихо через непрофесійних партнерів Бена.

## У ролях
- Гленн Пламмер — Бен
- Патрік Купо — Хісус
- Ерні Рейєс мол. — Марті
- Деррен МакГевін  — Сем
- Трейсі Росс — Вернейлі
- Гелана Мей Лім — Тріні
- Марібель — Кармен
- Саджіно Грант — Свята людина
- Джеймс Руссо — Джеррі
- Рей Дон Чонг — Жінка
- Стівен Річ — приятель Джеррі
- Пі Ві П'ємонт — охоронець Голландця
- Джефф Фейхі — Голландець